# Естервил (Ајова)
Естервил (енгл. Estherville) град је у америчкој савезној држави Ајова. По попису становништва из 2010. у њему је живело 6.360 становника.

## Демографија
Према попису становништва из 2010. у граду је живело 6.360 становника, што је -296 (-4.4%) становника више него 2000. године.
| Група             | 2000.         | 2010.         |
| Белци             | 6.162 (92,6%) | 5.503 (86,5%) |
| Афроамериканци    | 12 (0,2%)     | 50 (0,8%)     |
| Азијати           | 27 (0,4%)     | 36 (0,6%)     |
| Хиспаноамериканци | 412 (6,2%)    | 702 (11,0%)   |
| Укупно            | 6.656         | 6.360         |